# Chiesa di Santa Maria dei Servi (Milano)
Santa Maria dei Servi (o Santa Maria del Sacco) era una chiesa di Milano che venne demolita nel 1847 per lasciare spazio alla nuova Chiesa di San Carlo al Corso. A differenza di questa, la cui facciata si apre sul corso oggi chiamato Vittorio Emanuele II, Santa Maria dei Servi aveva il fianco sinistro parallelo alla strada detta dei Servi e ingresso che guardava a nord-est, verso l'area dell'attuale piazza San Babila.

## Storia
L'ordine dei Serviti giunse a Milano durante l'episcopato di Ottone Visconti e si insediò dapprima presso Porta Orientale, appena al di fuori delle mura cittadine (nell'area ove poi sorgerà la chiesa di San Pietro Celestino), trasferendosi dal 1317 in un'area più interna alla città, in una chiesa preesistente sostituendosi ai frati della Penitenza di Gesù Cristo. Fu in quest'anno che la chiesa mutò il proprio nome da Santa Maria del Sacco a Santa Maria dei Servi, in omaggio al nuovo ordine.
Furono sempre i serviti che, grazie all'appoggio dell'arcivescovo, iniziarono la costruzione di un convento annesso alla chiesa su terre di proprietà della medesima chiesa. Nel XVII secolo vi operò come organista Giovanni Battista Ala.
Nel 1799, il governo napoleonico soppresse il convento allontanandovi la congregazione, fatto che segnò inesorabilmente la decadenza della chiesa, che venne chiusa nel 1836 ed abbattuta nel 1847 per far spazio alla costruzione dell'attuale Chiesa di San Carlo al Corso e della piazza antistante.
Fu proprio nel chiostro di questa chiesa che l'11 novembre 1839 Alessandro Duroni espose per la prima volta in Italia un'apparecchiatura fotografica.

## Voci
- Chiese di Milano
- Chiese scomparse di Milano